# Apatura budensis
Apatura budensis är en fjärilsart som beskrevs av Fuchs 1899. Apatura budensis ingår i släktet Apatura och familjen praktfjärilar. Inga underarter finns listade i Catalogue of Life.